# 422
422（四百二十二、よんひゃくにじゅうに）は自然数、また整数において、421の次で423の前の数である。

## 性質
- 422は合成数であり、約数は1, 2, 211, 422である。
  - 約数の和は636。
  - 約数の和が回文数になる32番目の数である。1つ前は388、次は433。(オンライン整数列大辞典の数列 A028980)
- 133番目の半素数である。1つ前は417、次は427。
- 各位の積が各位の和の2倍になる13番目の数である。1つ前は415、次は451。(オンライン整数列大辞典の数列 A062034)
- 422 = 12 + 142 + 152 = 52 + 62 + 192 = 72 + 72 + 182
  - 3つの平方数の和3通りで表せる59番目の数である。1つ前は418、次は430。(オンライン整数列大辞典の数列 A025323)
- 422 = 12 + 142 + 152 = 52 + 62 + 192
  - 異なる3つの平方数の和2通りで表せる84番目の数である。1つ前は421、次は433。(オンライン整数列大辞典の数列 A025340)
- 422 = 2 × (142 + 14 + 1) = 2 × (152 − 15 + 1)
  - n = 14 のときの 2(n2 + n + 1) の値とみたとき1つ前は366、次は482。(オンライン整数列大辞典の数列 A051890)
- 約数の和が422になる数は1個ある。(421) 約数の和1個で表せる86番目の数である。1つ前は414、次は458。
- 各位の和が8になる33番目の数である。1つ前は413、次は431。

## その他 422 に関連すること
- 西暦422年
- ドイツ鉄道422形電車
- EIA-422 - 「平衡デジタルインタフェース回路の電気的特性」を決める技術標準。